# Château de Bellocq
Pour les articles homonymes, voir Bellocq.
Le château de Bellocq se situe sur la commune du même nom, dans le département français des Pyrénées-Atlantiques. 
À l'état de ruines, il fait l’objet d’un classement au titre des monuments historiques depuis le 2 avril 1997.

## Historique

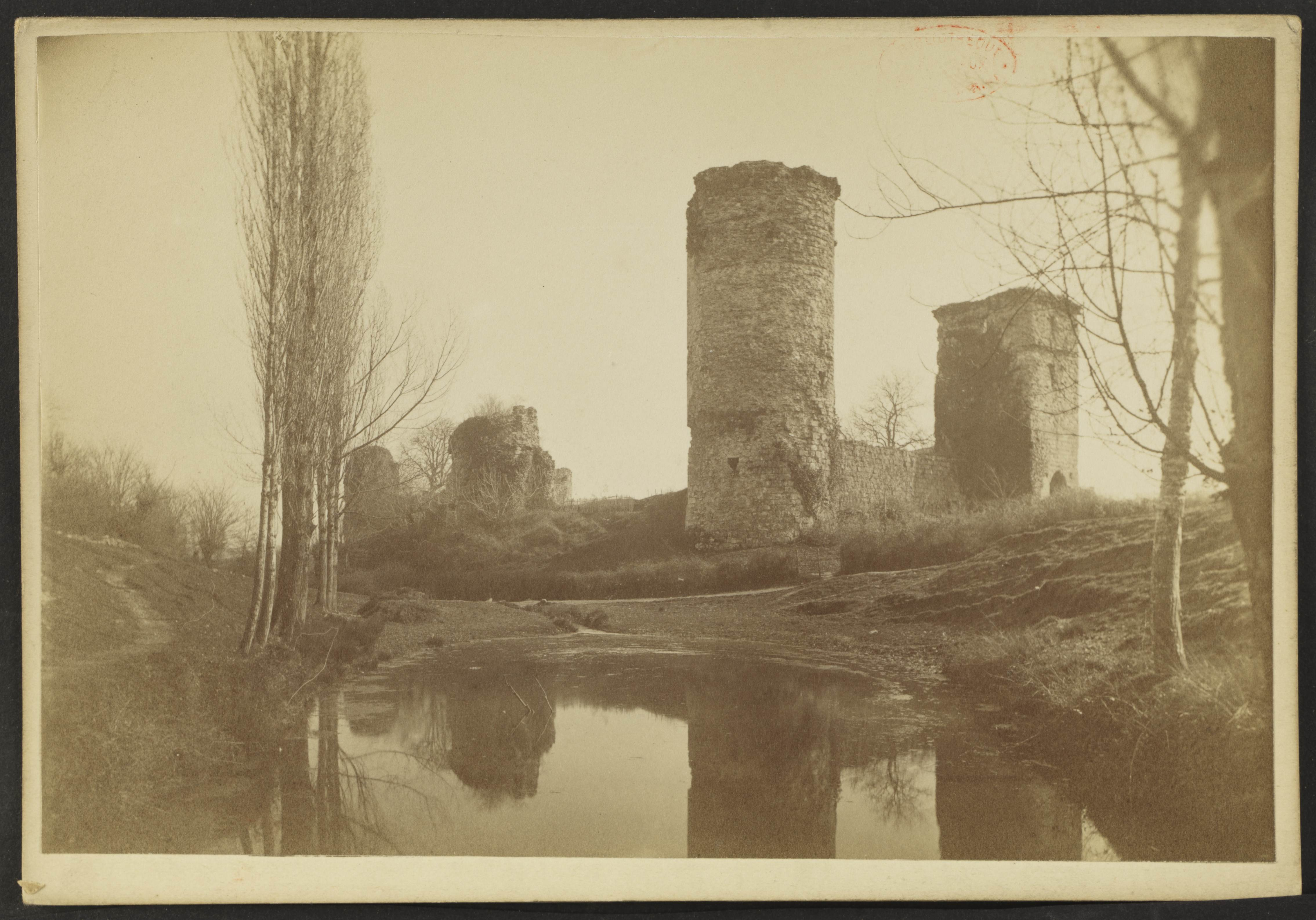
Le château photographié par Jean-Auguste Brutails vers 1900.

À la fin du XIIIe siècle, Bellocq se trouvait à la frontière avec la Guyenne sous domination anglaise. Gaston VII de Béarn construisit le château sur les rives du gave de Pau, la principale rivière donnant accès au Béarn, pour fortifier son territoire. La construction s'étala de 1250 à 1280. Dès l'origine, le château était censé accueillir une forte garnison. Le quadrilatère irrégulier, sans donjon, présentait quatre tours rondes, une tour semi-circulaire et deux autres carrées, l'une d'entre elles constituant l'entrée. Les remparts crènelés étaient percés d'archères en forme de croix.
Un an après l'achèvement du château, Gaston VII fit construire une bastide à proximité, qui avec l'église fortifiée de Bellocq, devint partie intégrante de l'ensemble.
En 1370, Gaston Fébus renforça le château et construisit de nouvelles places fortes pour préserver l'indépendance de son territoire contre les puissants royaumes de France, d'Angleterre et de Navarre.
En 1542, Henri II d'Albret renforça le château pour parer à toute invasion espagnole. À partir de cette date, les rois de Navarre délaissaient parfois leur château de Pau pour celui de Bellocq. Au cours du XVIe siècle, Jeanne d'Albret y séjourna régulièrement pendant ses périodes de cure à Salies-de-Béarn.
En 1568, le roi de France Charles IX envoya le baron de Terride conquérir et gouverner le Béarn, majoritairement protestant. Les troupes de Terride occupèrent la région et rétablirent la hiérarchie catholique. L'année suivante, Jeanne d'Albret demanda au comte Gabriel de Montgomery de former une armée de résistance, le château de Bellocq étant passé aux mains catholiques. Le château résista au siège de Montgomery. En 1620, les Protestants béarnais regagnant de l'influence, Louis XIII fit brûler la forteresse pour éviter qu'ils puissent l'utiliser dans le futur.
À partir de 1620, le château n'eut plus de rôle dans l'histoire de la région et tomba en ruines. Il est en partie démantelé à partir de 1622.

## Description
Cette forteresse béarnaise de la fin du XIIIe siècle se présente sous la forme d'un quadrilatère irrégulier, renforcé de sept tours, relié à la maison forte construite en 1281. Elle fut transformée au XIVe siècle. Dépourvue de donjon, c'est la plus grande des deux tours-portes qui fait office de tour maîtresse.